# Идиосепииды
Идиосепииды (лат. Idiosepiidae) — семейство головоногих моллюсков из надотряда десятируких (Decapodiformes), единственное в отряде Idiosepida.
Длина тела от 1,05 до 2,5 см. Обитают в тропических и умеренных водах Тихого и Индийского океанов на прибрежных мелководьях. Они безвредны для человека. Коммерческого интереса не представляют.

## Классификация
На декабрь 2023 года в семейство включают 3 рода и 8 видов:
- Idiosepius Steenstrup, 1881
- Kodama A. Reid, N. Sato, Jolly & Strugnell, 2023
- Xipholeptos Reid & Strugnell, 2018[6]